# 第112次IOC総会

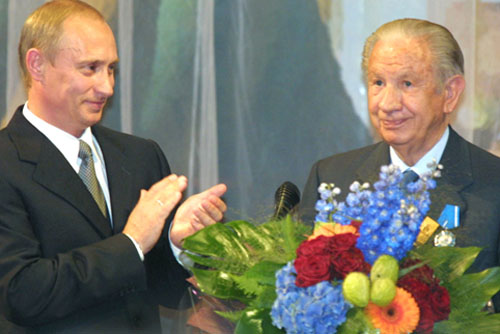
この総会でIOC会長を退任したフアン・アントニオ・サマランチ会長とロシアのウラジーミル・プーチン大統領

第112次IOC総会は、2001年7月にロシアのモスクワで開かれた国際オリンピック委員会総会である。
この総会では、第8代IOC会長選挙、2008年夏季オリンピックの開催地を決める投票などが行われた。

## 2008年夏季五輪開催地決定投票
2008年夏季オリンピックには、中国の北京、カナダのトロント、フランスのパリ、トルコのイスタンブール、日本の大阪市が立候補していた。
各立候補都市による最終プレゼンテーションが行われたあと、IOC委員による投票が行われ、北京が開催地に選ばれた。
- 立候補都市
  -  - 北京
  -  - トロント
  -  - パリ
  -  - イスタンブール
  -  - 大阪

| 北京           | 中国     | 44 | 56 |
| トロント       | カナダ   | 20 | 22 |
| パリ           | フランス | 15 | 18 |
| イスタンブール | トルコ   | 17 | 9  |
| 大阪           | 日本     | 6  | -  |

## IOC会長選挙
1980年からIOCの会長を務めてきたフアン・アントニオ・サマランチ会長の任期満了に伴い、第8代IOC会長選挙が行われた。
- 立候補した委員(年齢は立候補当時)
  -  - ジャック・ロゲ(59)

過去にセーリングでオリンピック出場歴がある。ヨーロッパオリンピック委員会連合(ENOC)会長や、1998年からはIOC理事を務めてきた。
-  - 金雲龍(70)

1986年にIOC委員就任後、1988年ソウルオリンピックの開催に尽力し、2001年までに副会長や理事を12年間務めた。
-  - リチャード・パウンド(59)

スポンサーのテレビや企業との関係強化など、マーケティング部門に力を注ぎ、IOCの副会長を務めてきた。
-  - パル・シュミット(59)

1991年から1999年まで、理事や副会長を務め、東欧諸国からの支持が厚かった。
-  - アニタ・デフランツ(48)

唯一の女性候補で、IOCでは第1副会長を務めてきた。女性スポーツ家やアメリカメディア、黒人運動家からの声に推され、立候補した。
| 候補                 | 国                 | 1回目 | 2回目 |
| -------------------- | ------------------ | ----- | ----- |
| ジャック・ロゲ       | ベルギーの旗       | 46    | 59    |
| 金雲龍               | 大韓民国の旗       | 21    | 23    |
| リチャード・パウンド | カナダの旗         | 20    | 22    |
| パル・シュミット     | ハンガリーの旗     | 11    | 6     |
| アニタ・デフランツ   | アメリカ合衆国の旗 | 9     | -     |

この結果、第8代IOC会長にはベルギーのジャック・ロゲ委員が就任した。

## 終身名誉会長
21年間会長を務め、任期満了となって退任したフアン・アントニオ・サマランチ第7代会長にはIOC終身名誉会長の称号が与えられた。